# Вилгартсвисен
Вилгартсвисен (њем. Wilgartswiesen) општина је у њемачкој савезној држави Рајна-Палатинат. Једно је од 84 општинска средишта округа Југозападни Палатинат. Према процјени из 2010. у општини је живјело 1.081 становника. Посједује регионалну шифру (AGS) 7340057.

## Географски и демографски подаци
Вилгартсвисен се налази у савезној држави Рајна-Палатинат у округу Југозападни Палатинат. Општина се налази на надморској висини од 220 метара. Површина општине износи 58,4 km². У самом мјесту је, према процјени из 2010. године, живјело 1.081 становника. Просјечна густина становништва износи 19 становника/km².